# María Sagredo
 (juillet 2008).
Si vous disposez d'ouvrages ou d'articles de référence ou si vous connaissez des sites web de qualité traitant du thème abordé ici, merci de compléter l'article en donnant les références utiles à sa vérifiabilité et en les liant à la section « Notes et références ».
María Sagredo est une héroïne espagnole  née au village d‘Alozaina en Andalousie (Espagne).
Les morisques commandés par El Zebali, convertis de force au catholicisme à la suite des édits de conversion de 1502 se soulevèrent, attaquèrent la ville en profitant de l'absence des hommes de la ville d‘Alozaina qui travaillaient dans les champs.
Alors que la ville ne comptait que des enfants et des femmes, elle fut défendue par celles-ci, et grâce à leur courage et en particulier celui de María Sagredo. Nommée lieutenant et protectrice de la ville, elle sut engager et organiser dans ce combat toutes les femmes disponibles. Elle lança des essaims d'abeilles sur les assaillants qui s'enfuirent en criant Malditas sean las moscas de tu tierra (« Maudites soient les mouches de ta terre »).
María Sagredo passa à la postérité grâce à Philippe II d’Espagne, qui la récompensa en lui donnant des terres dans la Vallée de Jorox, et la ville, pour la remercier frappa les armoiries (escudo) de la ville à l'effigie de son héroïne faisant fuir les rebelles.

Blason de la ville d'Alozaina représentant Maria Sagredo chassant les Moriscos